# StarComa
starComa (kurz sCa) war einer der bekanntesten deutschen E-Sport-Clans. Mit seiner Gründung im Jahr 1997 zählt er zusammen mit Clans wie SK Gaming, Ocrana oder pod virtual gaming zu den ältesten, professionellen Teams in Deutschland.
Anfang 2008 fusionierte starComa mit dem Clan n!faculty.
starComa stellte im Jahr 2006 einen gültigen Rekord in der deutschen eSports Szene auf, als sie als erster Clan gleichzeitig in fünf verschiedenen ESL Pro Series Ligen, der höchsten Spielklasse Deutschlands, vertreten waren (Counter-Strike, Counter-Strike:Source, WarCraft 3, FIFA und Battlefield 2). Dieser Rekord wurde im Jahr 2008 nach der Fusion mit n!faculty auf 6 Teams verbessert.

## Erfolge (Auszug)

### Battlefield
- EA Lan Masters 2006: Platz 1
- NGL Silver Finals 2006: Platz 1
- ESL Pro Series IX: Platz 5
- ESL Pro Series Finals VIII: Platz 4
- ESL Pro Series VII: Platz 9

### Counter-Strike
- ESWC Qualifier Deutschland: 2. Platz

### Dawn of War
- World Cyber Games 2006: 3. Platz – Karsten „Phoenix“ Hager

### WarCraft III
- ClanBase Clan Cup 2005: Platz 1
- ClanBase Clan Cup 2006:Platz 1
- NGL Gold Finals: Platz 1